# Józef Nikorowicz
Józef Nikorowicz (ur. 2 kwietnia 1827 w Zboiskach, zm. 6 stycznia 1890 w Chyrowie) – polski kompozytor.

## Życiorys
Pochodził z lwowskiej rodziny ormiańskiej. Muzyki uczył się u R. Schwarza we Lwowie i M.G. Nottebohma w Wiedniu. Ożenił się z Apolonią z Kopystyńskich, z którą miał córkę Wandę i syna Ignacego (1866–1951), powieściopisarza, dramaturga i dziennikarza.
Został pochowany na cmentarzu komunalnym w Chyrowie.

## Twórczość
Chorał („Z dymem pożarów”)
- 1846 – autor melodii, pod której silnym wrażeniem jego przyjaciel Kornel Ujejski napisał „Chorał” (Z dymem pożarów), pieśń ta niemal natychmiast stała się polskim hymnem narodowym w walkach niepodległościowych. Zacytował ją Modest Musorgski w pieśni „Wódz” z cyklu „Pieśni i tańce śmierci” (1877) oraz Edward Elgar w uwerturze „Polonia” Op. 76.

Kompozycje
- Na fortepian: mazurki i fantazje.
- Pieśni:
  - Chorał („Z dymem pożarów”) na 4 głosy, słowa: Kornel Ujejski, Lwów (brak roku wydania), wydanie na sopran i fortepian, Lwów 1867 K. Wild,
  - „Znaleziony”, słowa J.W. Goethe, wyd. 1884,
  - „Do niej”, wyd. 1884,
  - „Ave Maria” na głos i fortepian.